# Lepidolaena
Lepidolaena là một chi rêu trong họ Lepidolaenaceae.